# Porte de Menin
Pour un article plus général, voir Sites funéraires et mémoriels de la Première Guerre mondiale (Front Ouest).
La porte de Menin (en néerlandais : Menenpoort) est un monument sis à la sortie de la ville d'Ypres sur la route de Menin en Belgique.
Édifié en 1927 à la mémoire des nombreux soldats britanniques et du Commonwealth morts au cours des batailles féroces autour du saillant d'Ypres et disparus sans sépultures pendant la Première Guerre mondiale, il porte sur ses parois intérieures et extérieures les noms de tous les morts qui furent identifiés.
Le 28 octobre 2014, la porte de Menin fut le lieu d'une des principales cérémonies de célébration du centenaire de la Première Guerre mondiale, en présence notamment du roi Philippe, du Premier ministre Charles Michel, de la chancelière allemande Angela Merkel et du ministre français de la Défense Jean-Yves Le Drian,.

## Situation
Sise à environ 200 mètres de la Grand-Place, place principale d'Ypres sur laquelle se trouve également la halle aux draps, elle a été érigée à l'emplacement d'une ancienne porte des fortifications Vauban à la sortie orientale de la ville. Elle marque le point de départ d’un des principaux et le plus court des itinéraires menant les soldats alliés vers le front, en direction de la ville flamande de Menin. Dans la réalité, la plupart des troupes sont sorties d'Ypres par d’autres portes, car celle de Menin était trop dangereuse en raison du pilonnage par l'artillerie allemande.

## Historique
Le mémorial a été construit sous la forme d'un arc de triomphe avec une voûte en berceau permettant le passage du trafic à travers le monument. Il a été imaginé en 1921 par Reginald Blomfield pour le compte du gouvernement britannique et fut inauguré le 24 juillet 1927.
On peut lire dans la presse locale de l'époque : « Le monument grandiose œuvre de l’architecte Sir Reginald Blomfield a été construit par la Société des Travaux Somerville dont notre concitoyen M. l’Ingénieur Eugène Biebuyck est l’administrateur-délégué ».
Le grand Hall de la Mémoire du Mémorial était prévu à l'origine pour abriter les noms de tous les soldats britanniques et d'autres pays du Commonwealth (à l'exception des soldats de Nouvelle-Zélande et de Terre-Neuve, qui sont honorés par d’autres mémoriaux) tombés dans le secteur et disparus sans sépulture. Il s'avéra lors de l'achèvement des travaux que la place manquerait, et il fut décidé d'une date au-delà de laquelle les noms seraient mentionnés au mémorial du cimetière militaire de Tyne Cot, à proximité du village de Passendale, situé à une dizaine de kilomètres au nord-est d'Ypres.
Le Mémorial mentionne ainsi, gravés sur de grands panneaux, les noms de 54 896 soldats morts jusqu'au 15 août 1917.
Les noms de 34 984 autres soldats sans sépulture, tombés dans le secteur après cette date et ceci jusqu'à la fin de la guerre, sont eux mentionnés sur les plaques du mémorial Tyne Cot. Ce cimetière est, avec près de 12 000 tombes, le plus grand cimetière géré par la Commission des Tombes de Guerre du Commonwealth dans le monde.
L'année même de l'inauguration du mémorial en 1927, Lord Plumer écrira à propos des soldats tombés : « They are not missing. They are here. » (« Ils ne sont pas disparus, ils sont ici »). L'écrivain Siegfried Sassoon désignera quant à lui la porte de Menin comme étant « un sépulcre du crime » (« a sepulchre of crime »).

## Cérémonie duLast Post

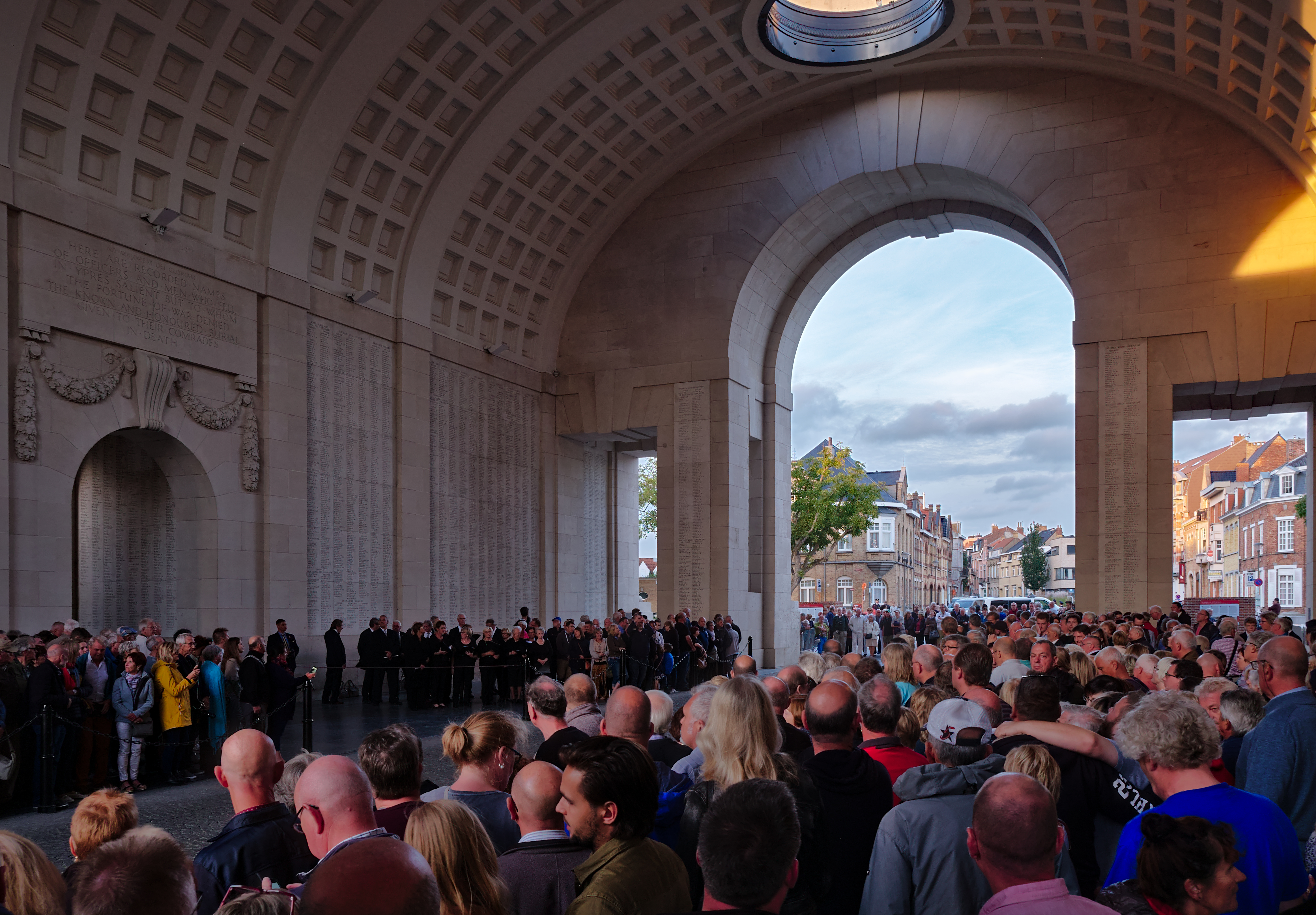
Cérémonie du Last Post.

Après l’inauguration en 1927 du Mémorial de la Porte de Menin, les citoyens d'Ypres voulurent exprimer leur gratitude envers ceux qui avaient donné leur vie pour la liberté de la Belgique. C’est ainsi que chaque soir à 20 heures, les clairons de la brigade locale des pompiers ferment la route qui passe sous le mémorial et jouent le Last Post qui est la sonnerie aux morts réglementaire en usage dans les armées du Commonwealth. Cette cérémonie se déroule sans interruption depuis le 2 juillet 1928, à l’exception de la période d'occupation allemande lors de la Seconde Guerre mondiale, durant laquelle la cérémonie quotidienne se déroulait au cimetière militaire de Brookwood, dans le Surrey, en Angleterre. Le soir même de la libération d’Ypres par les forces polonaises, la cérémonie reprit à la porte de Menin, malgré d’intenses combats qui se poursuivaient dans d'autres secteurs de la ville.

## Galerie
- Last Post.

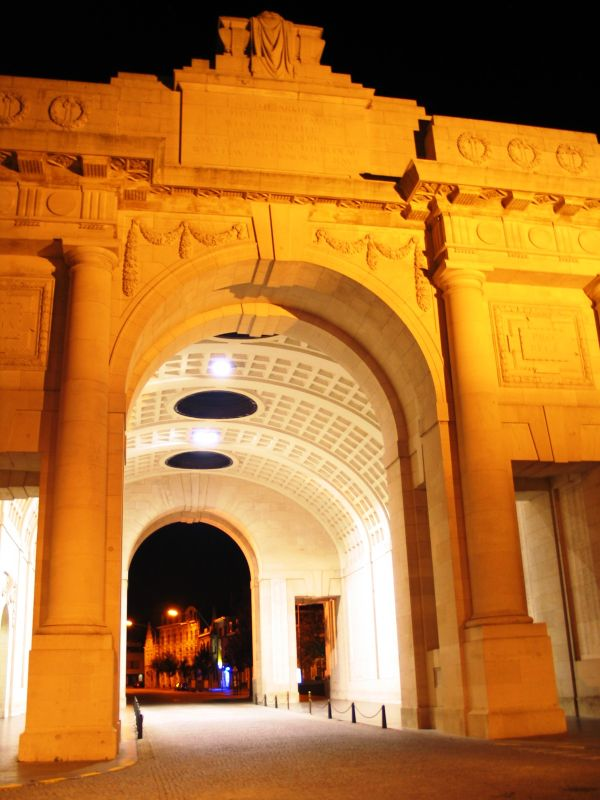
La porte de Menin la nuit.
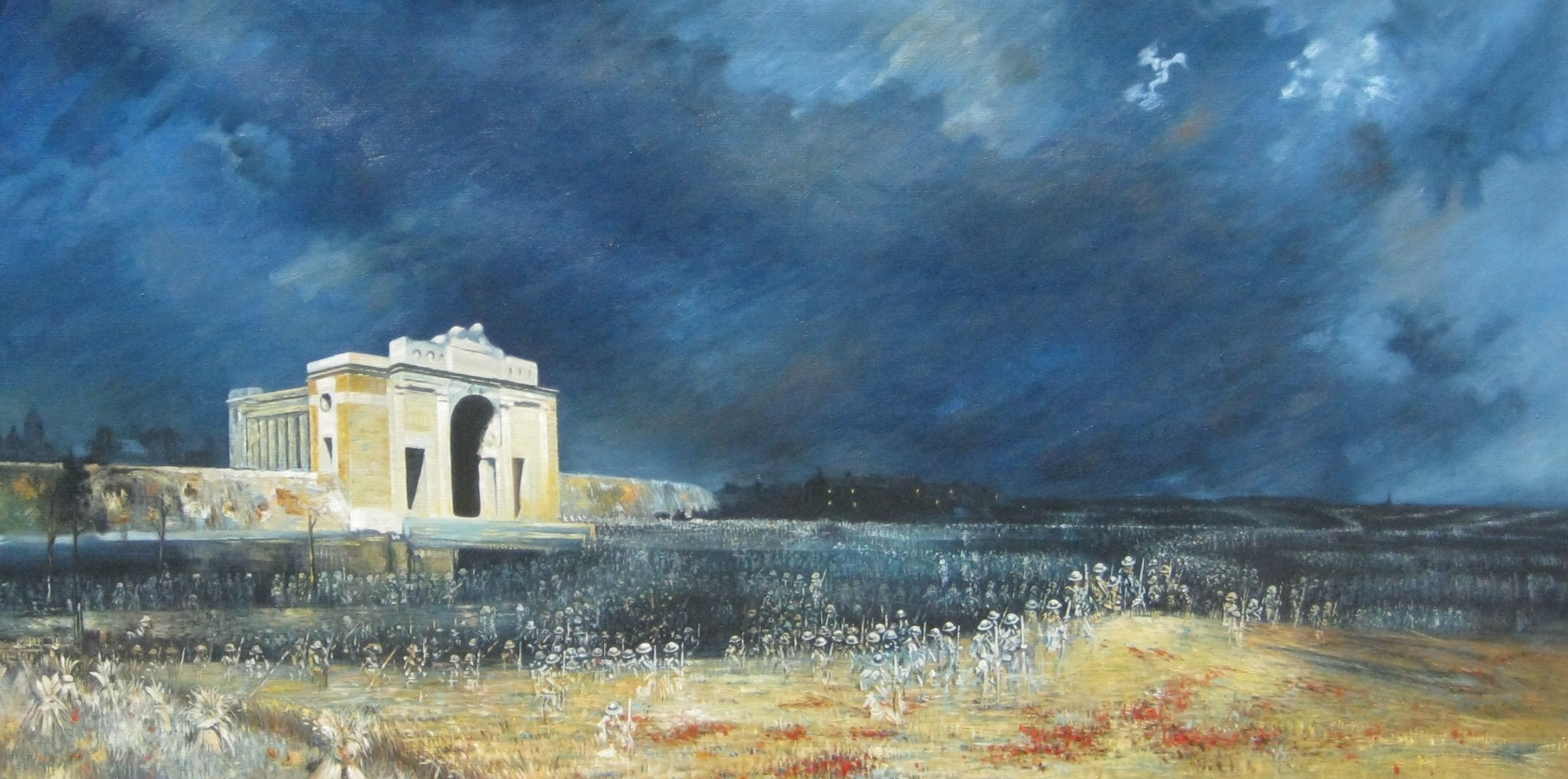
Menin Gate at midnight par Will Longstaff (1927).
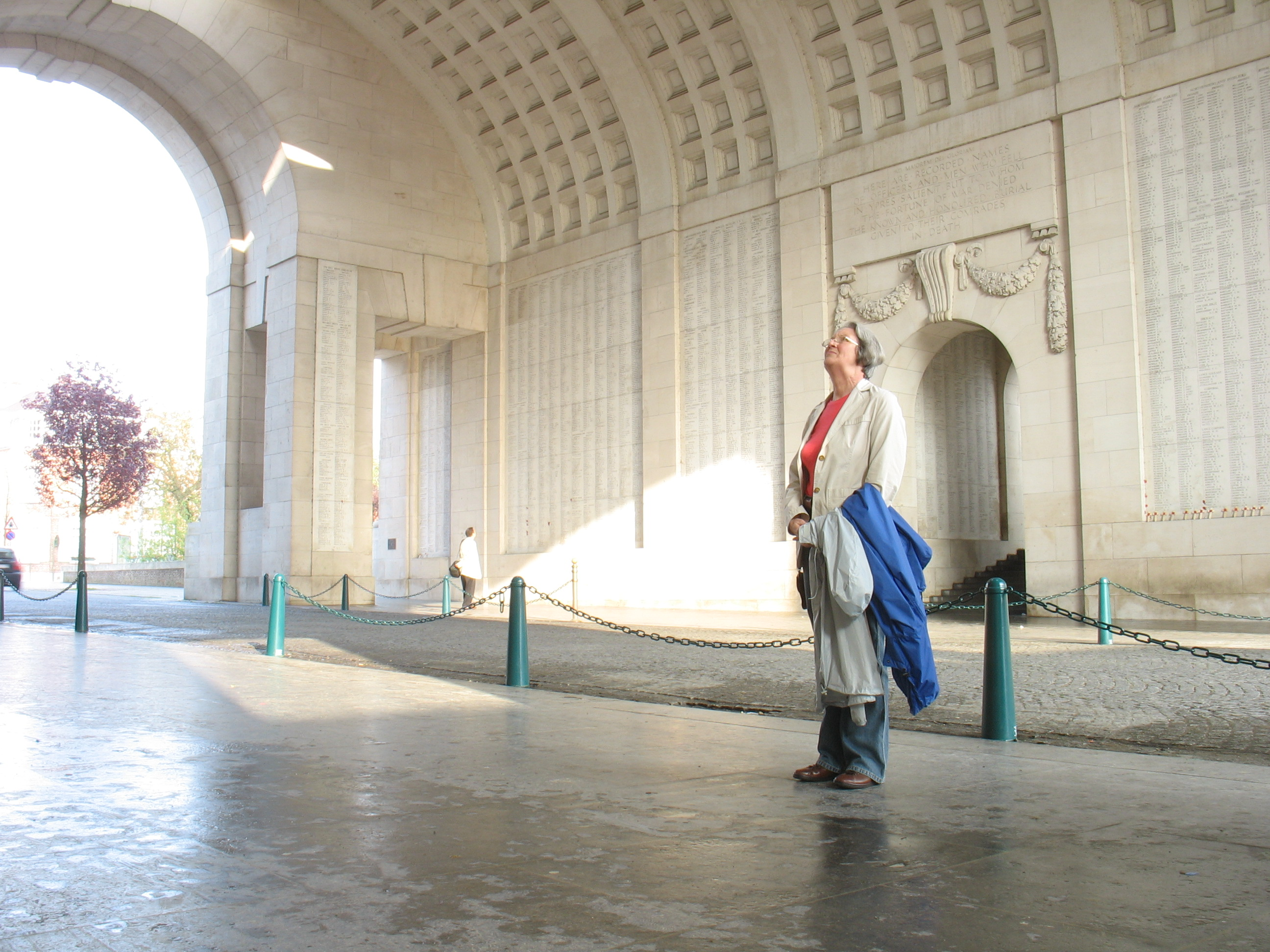
Recueillement à la porte de Menin.
- Cérémonie spéciale à Ypres pour le centenaire de l'armistice. Une version du Last Post à la porte de Menin est jouée exceptionnellement à 11 h.
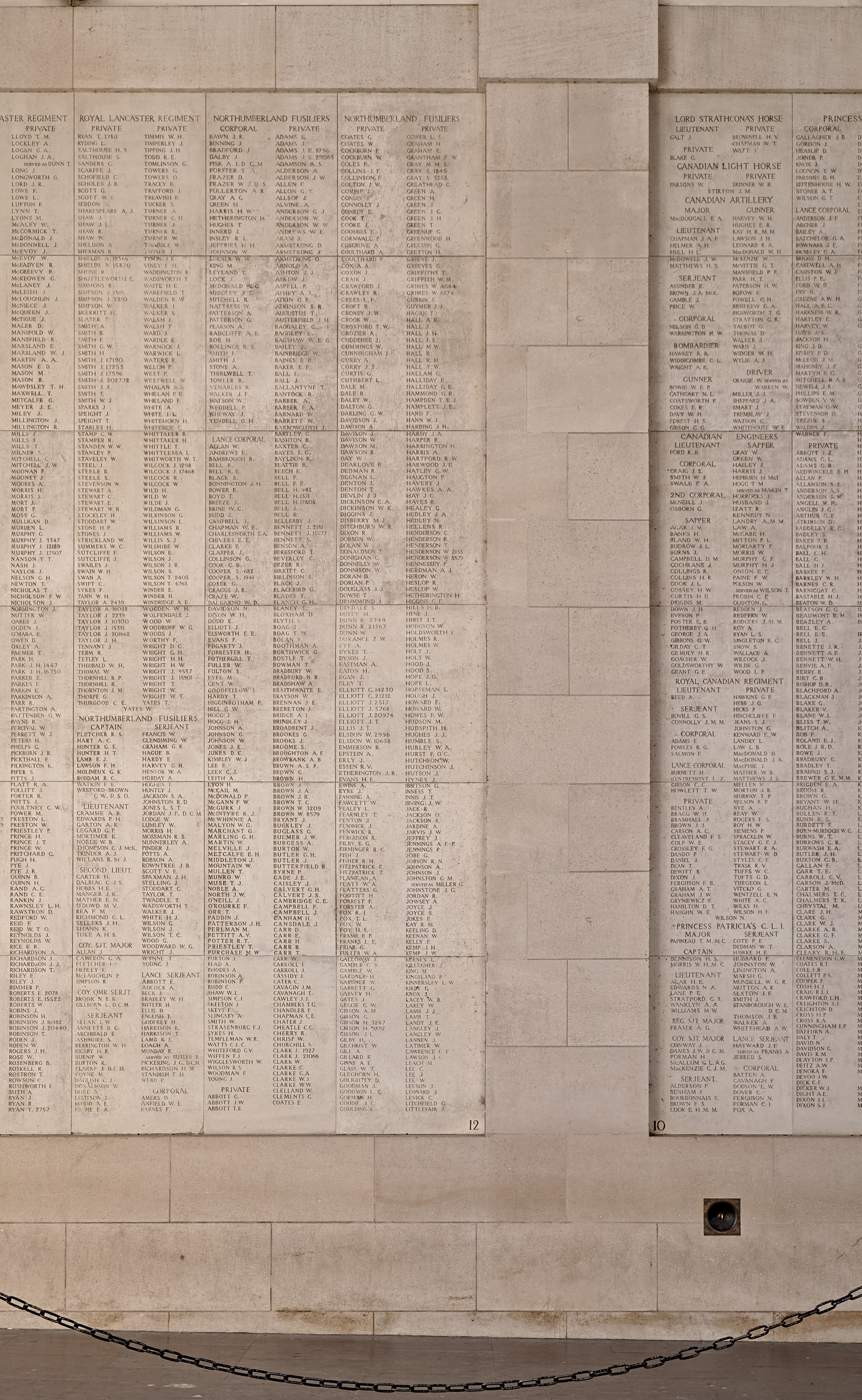
Noms de soldats morts.